# Chodsigoa sodalis
Espèce
Statut de conservation UICN

 DD  : Données insuffisantes
Chodsigoa sodalis est une espèce de mammifère de la famille des Soricidae. Elle est endémique de Taïwan.

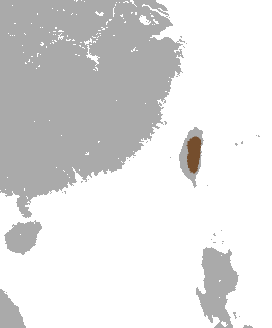
Aire de répartition de chodsigoa sodalis.